# Княжое (Смоленская область)
Княжое (ранее Княжое-1, наряду с бывшей деревней Княжое-2) — деревня в Смоленской области России, в Починковском районе. Расположена в центральной части области в 15 км к западу от Починка, и в 12 км к западу от автодороги А141 Орёл — Витебск, на левом берегу реки Сож. Население — 335 жителей (2007 год). Входит в Прудковское сельское поселение с 2019 года. Как Княжое-1 — бывший административный центр упразднённого Княжинского сельского поселения.

## История
Деревня отмечена на карте от 1773 года.
В 1779 году в селе была построена каменная церковь во имя Успения Пресвятой Богородицы

## Достопримечательности
- Городище на левом берегу реки Сож.